# Pomazanivka, Țarîceanka
Pomazanivka (în ucraineană Помазанівка) este un sat în comuna Zalelia din raionul Țarîceanka, regiunea Dnipropetrovsk, Ucraina.

## Demografie
Componența lingvistică a localității Pomazanivka
     Ucraineană (100%)
Conform recensământului din 2001, toată populația localității Pomazanivka era vorbitoare de ucraineană (100%).